# Домбровиця (Люблінський повіт)
Домбровиця (пол. Dąbrowica) — село в Польщі, у гміні Ясткув Люблінського повіту Люблінського воєводства. Населення — 1348 осіб (2011).
У Домбровиці містилася родова садиба Фірлеїв. У селі є руїни замку XIV століття.

## Населення
Демографічна структура станом на 31 березня 2011 року:
|          | Загалом | Допрацездатний вік | Працездатний вік | Постпрацездатний вік |
| -------- | ------- | ------------------ | ---------------- | -------------------- |
| Чоловіки | 662     | 160                | 443              | 59                   |
| Жінки    | 686     | 144                | 419              | 123                  |
| Разом    | 1348    | 304                | 862              | 182                  |

## Культура
З 2011 по 2017 рік на честь 700-річчя заснування в Домбровиці проводиться Фірлеївський ярмарок.

## Особистості

### Народилися
- Ян Фірлей (бл. 1521—1574) — польський державний діяч.